# Julio María Sosa
Julio María Sosa, né en 1879 et mort en 1931, est un avocat, journaliste et homme politique uruguayen.

## Biographie
Membre du Parti Colorado, il est député de 1905 à 1914 puis de 1920 à 1923, et sénateur de 1915 à 1920. Il est membre de l'Assemblée constituante uruguayenne de 1916-1917.
Président du Conseil national d'administration (contre pouvoir de la présidence de la République) de 1923 à 1925, il dirige en parallèle le Club Atlético Peñarol de 1921 à 1928.